# Mochokidae
Mochokidae là một họ cá da trơn (bộ Siluriformes). Có chín chi và khoảng 200 loài. Tất cả các loài trong họ Mochokidae là cá nước ngọt có nguồn gốc từ Châu Phi.
Chúng có ba cặp râu, thiếu râu mũi; đôi khi, râu hàm dưới có thể phân nhánh.. Chúng có kích thước lên đến 72 cm (28 in). Nhóm này bao gồm nhiều loài phổ biến trong nuôi cá cảnh, chẳng hạn như Synodontis nigriventris, Synodontis angelicus, và Synodontis multipunctatus.